# Каста Калаи
Каста Калаи је радничка каста код Протоса у измишљеном Универзуму СтарКрафт-а. Они чине велику већину протоске популације. Друге две класе су Каста Темплара (ратници) и Каста Јудикатора (вође). Калаи је, такође, и термин за оне Протосе који прате Калу.
Већину Калаија не интересују борба и сукоби. Међутим, постоје изузеци. Једно од таквих је племе Фуринакс (једино Калаи племе представљено играчима СтарКрафт-а). Оружари и технолози Фуринакса конструишу и тестирају псионичка оружја за Касту Темплара. Племенска боја Фуринакса је љубичаста.
Присуство Калаи касте није толико изражено у току игре, али доста тога указује да су конформистички настројени. Наиме, племе Фуринакса се бори на страни Конклаве Протоса против Феникса и Џима Рејнора када су покушали да ослободе Тасадара са његовог суђења за велеиздају у Епизоди III. Омаловажавани, али фанатично лојални, Фуринакси су се вредно трудили да задовоље њихове Јудикаторе.
У Рату Порода, Алдарис успева да убеди читаву легију Калаија да се боре за њега против комбиноване војске Артаниса и Зератула.